# Liste der Baudenkmäler im Bonner Ortsteil Tannenbusch
Die folgende Liste enthält in der Denkmalliste ausgewiesene Baudenkmäler auf dem Gebiet des Bonner Ortsteils Tannenbusch im Stadtbezirk Bonn.
Hinweis: Die Reihenfolge der Denkmäler in dieser Liste orientiert sich an den Straßennamen und ist alternativ nach Hausnummern, Denkmallistennummer oder Bezeichnung sortierbar.
Basis ist die offizielle Denkmalliste der Stadt Bonn (Stand: 15. Januar 2021), die von der Unteren Denkmalbehörde geführt wird. Grundlage für die Aufnahme in die Denkmalliste ist das Denkmalschutzgesetz Nordrhein-Westfalens.
| Bild           | Bezeichnung                      | Lage                                               | Beschreibung                                         | Bauzeit | Eingetragen seit | Denkmal- nummer |
| -------------- | -------------------------------- | -------------------------------------------------- | ---------------------------------------------------- | ------- | ---------------- | --------------- |
| weitere Bilder | HICOG-Siedlung, Bonn Tannenbusch | Hohe Straße 2–34/Im Tannenbusch 1–9 und 2–44 Karte |                                                      | 1951    | 1995             | A 3139          |
| weitere Bilder | „Paulus-Schule“                  | Hohe Straße 11 Karte                               |                                                      | 1952    |                  | A 2133          |
| weitere Bilder | „Elsa-Brändström-Schule“         | Hohe Straße 11 Karte                               |                                                      | 1952    |                  | A 2134          |
| weitere Bilder | Evangelische Apostelkirche       | Lievelingsweg 162 Karte                            | Architekten: Hans-Albrecht Rolffs und Waldemar Orzol | 1956    |                  | A 4012          |